# آلفين هال (لاعب كرة قدم أمريكية)
آلفين هال (بالإنجليزية: Alvin Hall)‏ هو لاعب كرة قدم أمريكية أمريكي، ولد في 12 أغسطس 1958 في دايتون في الولايات المتحدة.

## وصلات خارجية
- آلفين هال على موقع مرجع كرة القدم المحترفة.كوم (الإنجليزية)